# Kozarac (żupania osijecko-barańska)
Kozarac – wieś w Chorwacji, w żupanii osijecko-barańskiej, w gminie Čeminac. W 2011 roku liczyła 730 mieszkańców.